# Vladimir Titov
Vladimir Georgiyevitsj Titov (Russisch: Владимир Георгиевич Титов) (Sretensk (kraj Transbaikal), 1 januari 1947) is een Russisch voormalig ruimtevaarder. Titov zijn eerste ruimtevlucht was Sojoez T-8 met een Sojoez draagraket en vond plaats op 20 april 1983. Doel van deze missie was een koppeling uitvoeren met ruimtestation Saljoet 7 om een reparatie aan de zonnepanelen uit te voeren. De koppeling vond echter nooit doorgang en de bemanning keerde voortijdig naar de Aarde terug.
In totaal heeft Titov vier ruimtevluchten op zijn naam staan. Tevens maakte hij deel uit van Sojoez T-10-1, een mislukte missie waarbij de raket ontplofte op het lanceerplatform. De bemanning kwam met de schrik vrij, omdat de ontsnappingstoren hen tijdig wegschoot. Tijdens zijn missies maakte hij in totaal vier ruimtewandelingen. In 1998 verliet hij Roskosmos en ging hij als astronaut met pensioen.